# Bazzania manillana
Bazzania manillana là một loài rêu tản trong họ Lepidoziaceae. Loài này được (Gottsche) S. Hatt. miêu tả khoa học lần đầu tiên năm 1951.